# Берг (Верхня Баварія)
Берг (нім. Berg) — громада в Німеччині, розташована у федеральній землі Баварія. Належить до адміністративного округу Верхня Баварія і входить до складу району Штарнберг.
Площа — 36,63 км². Населення становить 8371 осіб (станом на 31 грудня 2020).

## Галерея

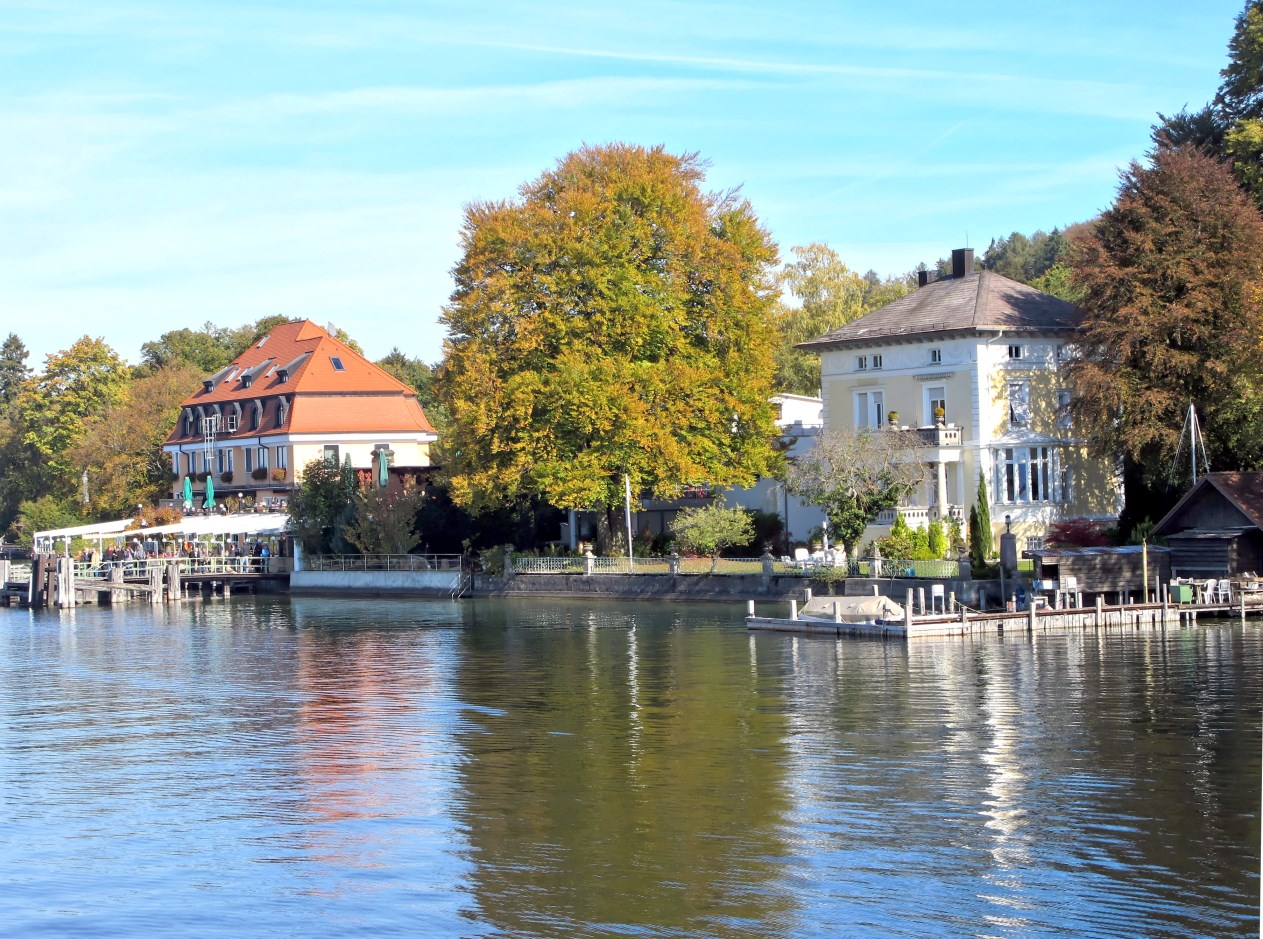
Село Берг на узбережжі
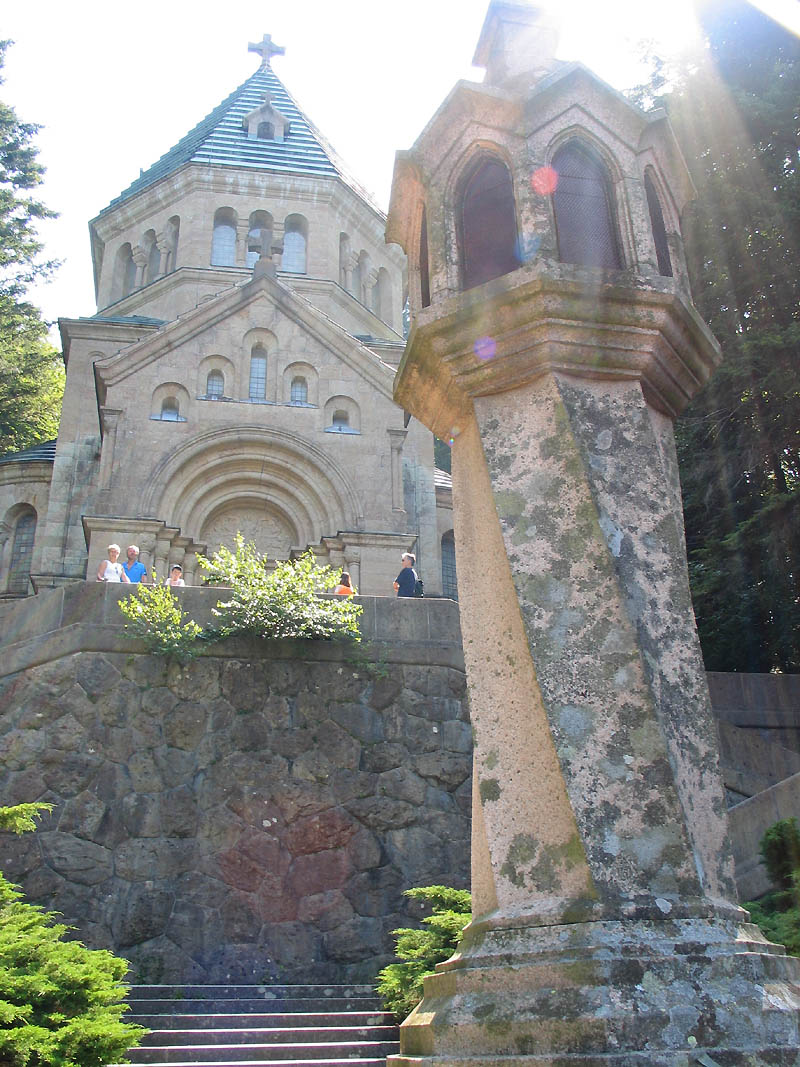
Вотивна каплиця
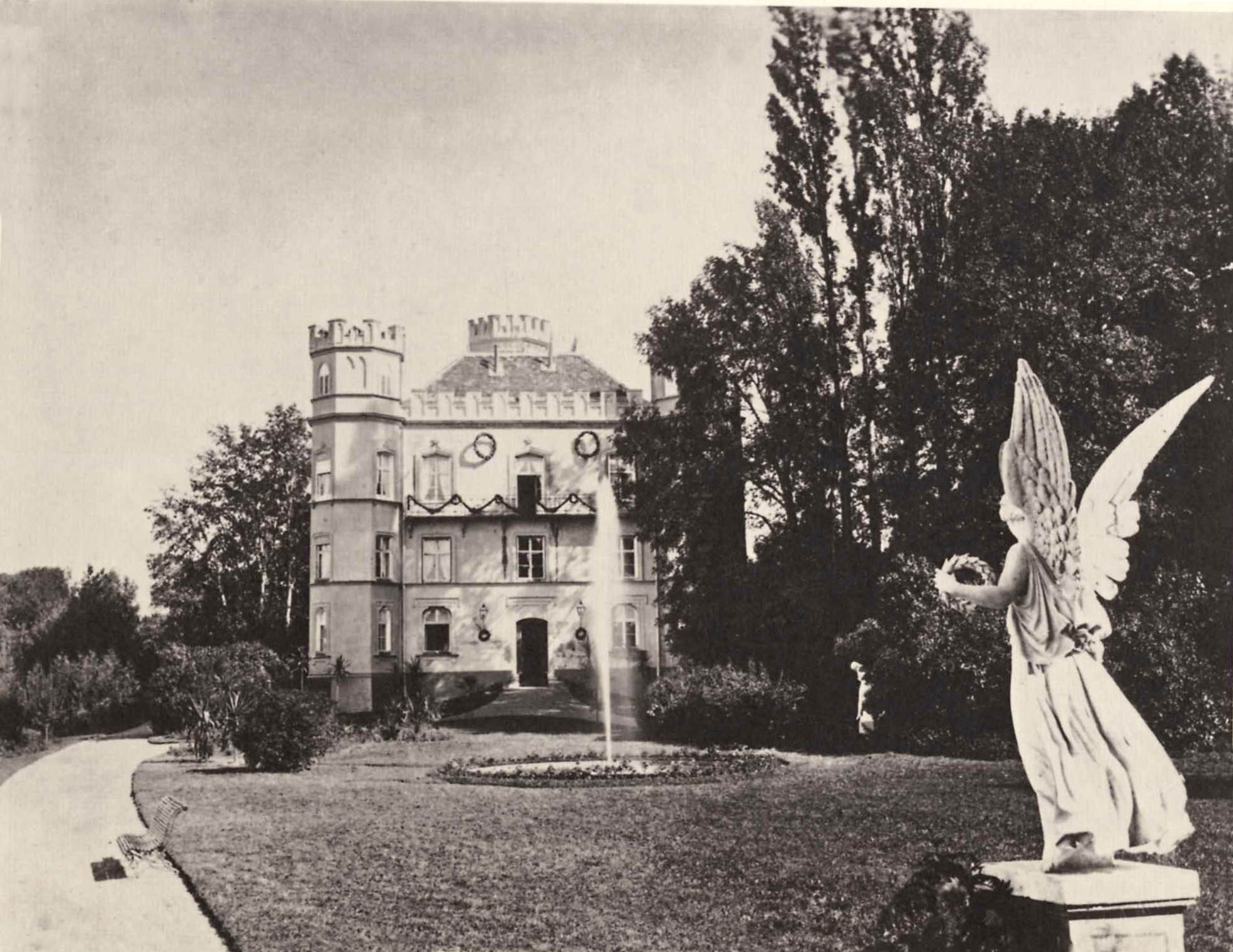
Замок Берг
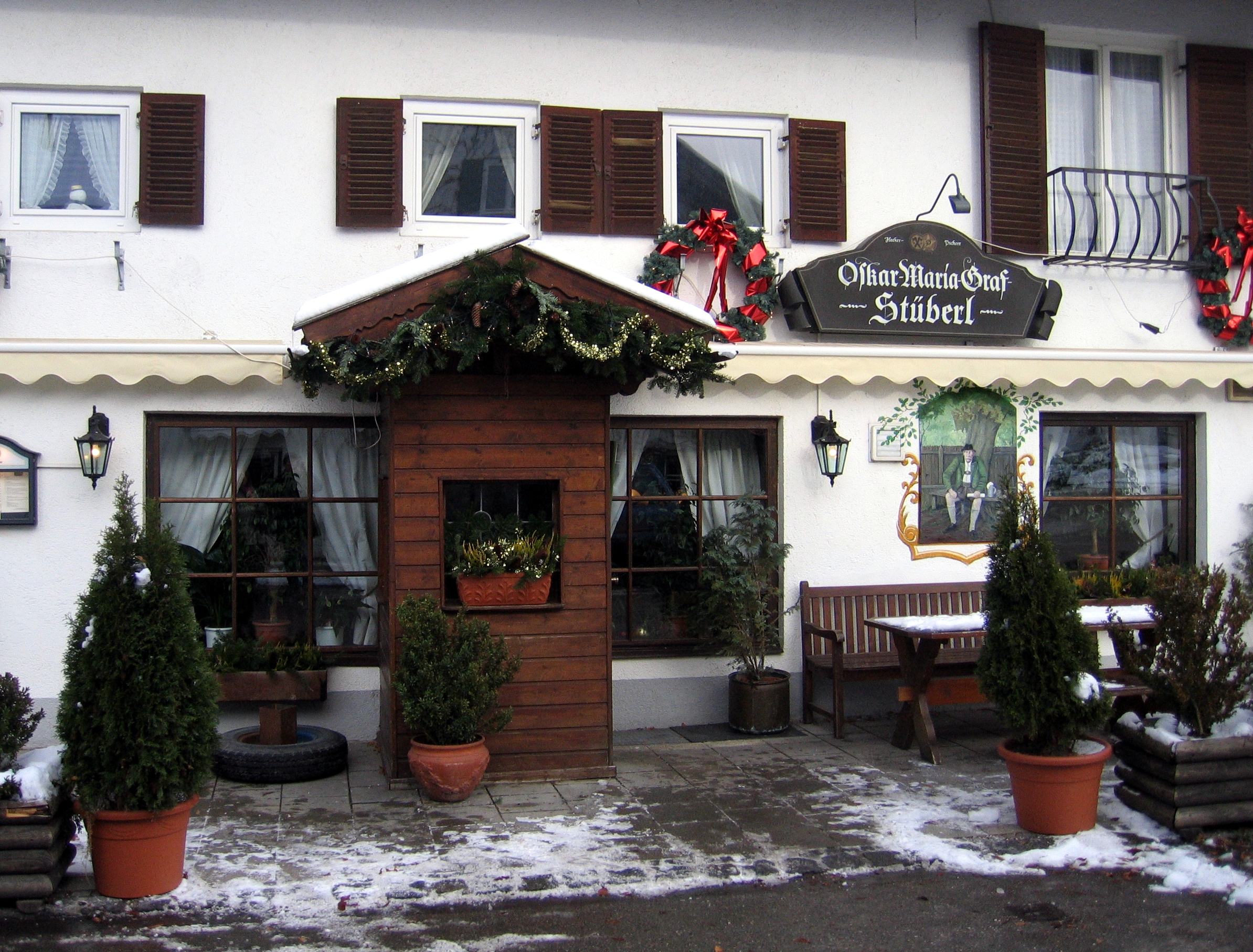
Ймовірний будинок народження
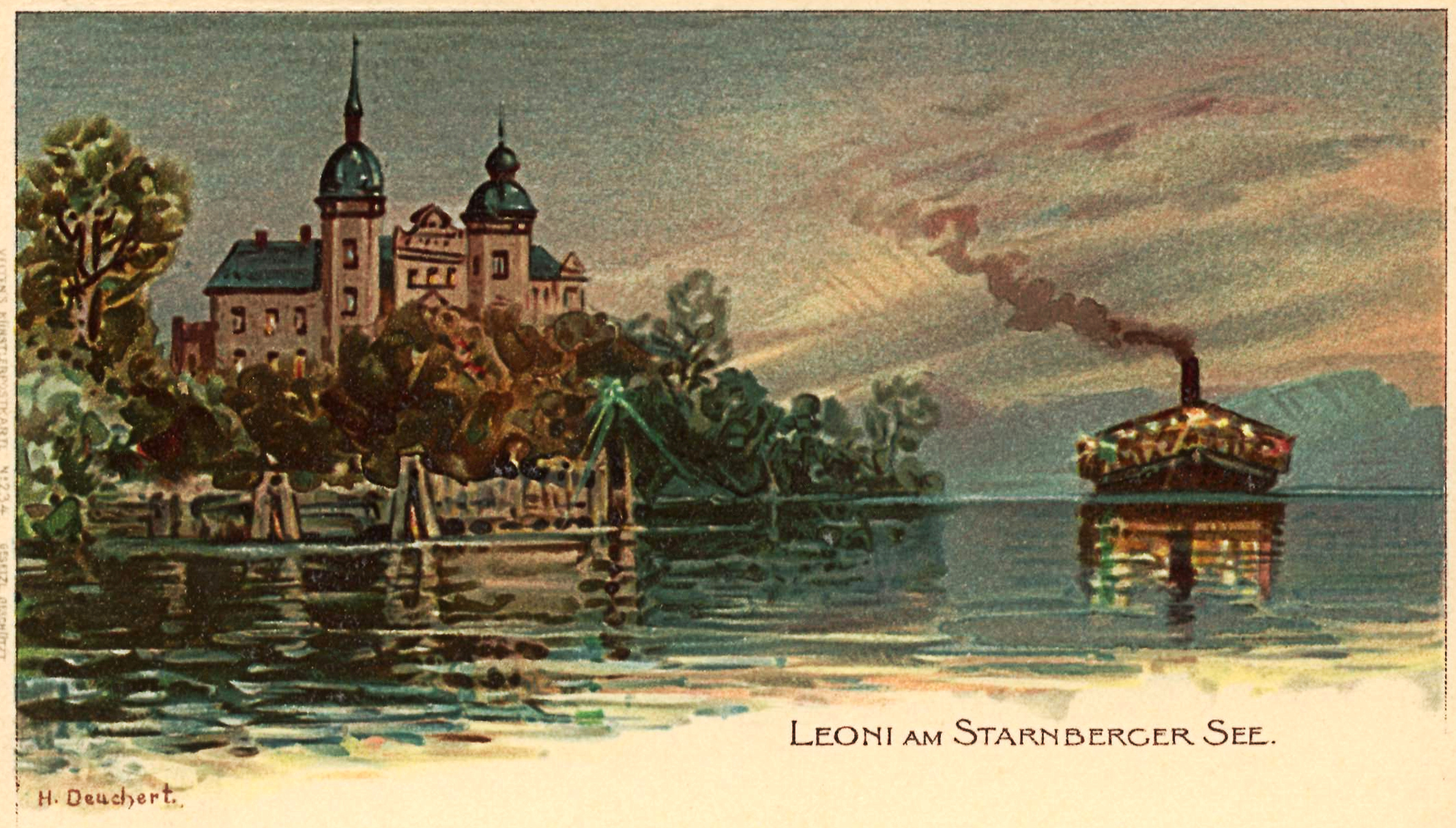
Село Леоні на Штарнберзькому озері, 1900 рік
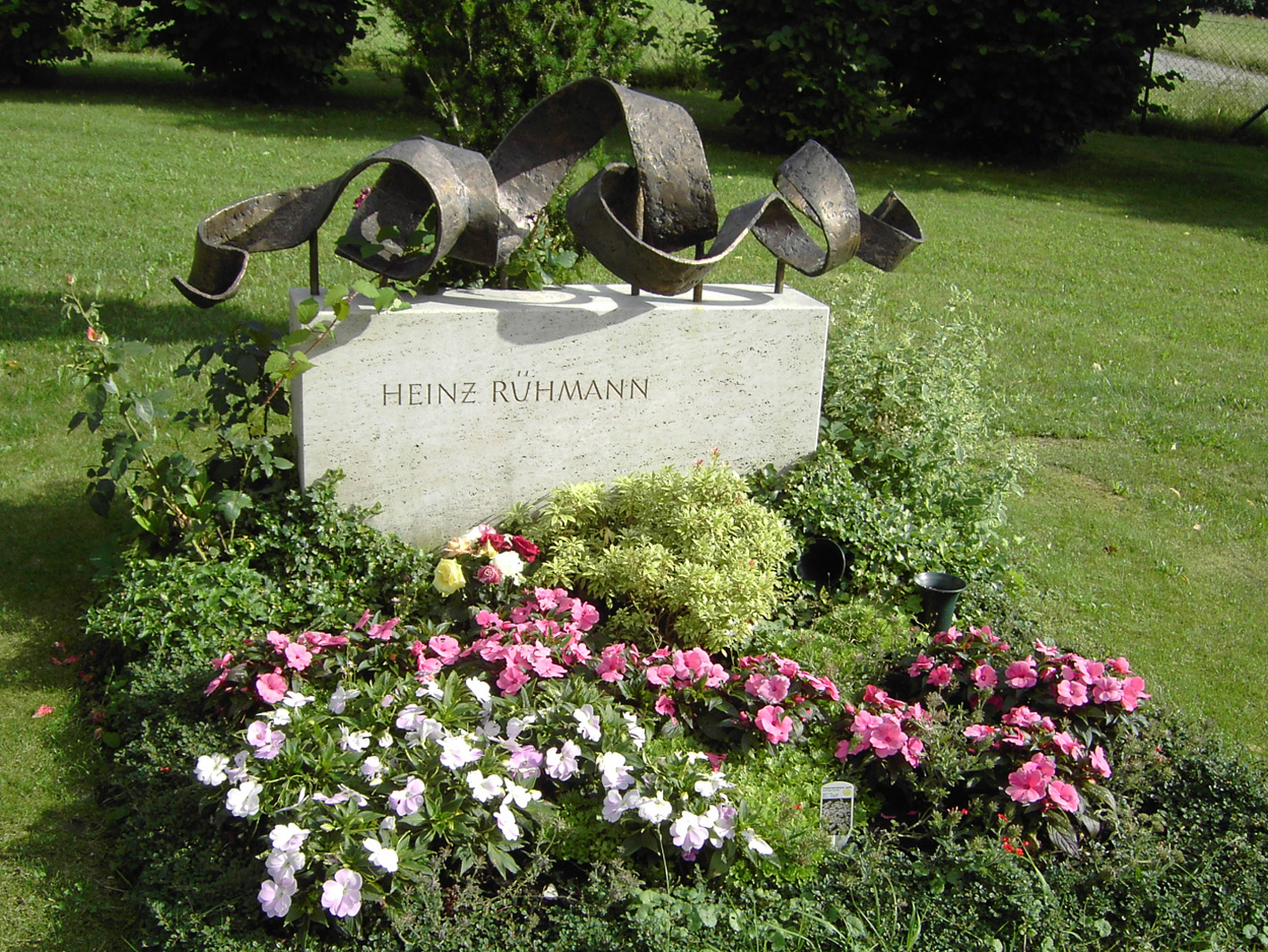
Могила Хайнца Рюмана